# 3-й округ департамента Эр
3-й избирательный округ департамента Эр включает двенадцать кантонов: Берне-Уэст, Берне-Эст, Бёзвиль, Бомениль, Брогли, Кийбёф-сюр-Сен, Кормей, Монфор-сюр-Риль, Понт-Одеме, Руто, Сен-Жорж-дю-Вьевр  и Тибервиль. Общая численность населения по данным Национального института статистики Архивная копия от 6 марта 2016 на Wayback Machine за 2012 г. — 110 929 чел. Общая численность избирателей, включенных в списки для голосования в 2012 г. — 81 697 чел.
Действующим депутатом Национального собрания по 3-му округу является Эрве Морен (Союз демократов и независимых).
|  | Начало срока      | Конец срока       | Депутат                          | Партия                         |
|  | ----------------- | ----------------- | -------------------------------- | ------------------------------ |
|  | 18 июня 2012 г.   | н/вр              | Эрве Морен                       | Союз демократов и независимых  |
|  | 20 июня 2007 г.   | 17 июня 2012 г.   | Эрве Морен                       | Новый центр                    |
|  | 19 июня 2002 г.   | 19 июня 2007 г.   | Эрве Морен                       | Союз за французскую демократию |
|  | 12 июня 1997 г.   | 18 июня 2002 г.   | Ладислав Понятовски / Эрве Морен | Союз за французскую демократию |
|  | 02 апреля 1993 г. | 21 апреля 1997 г. | Ладислав Понятовски              | Союз за французскую демократию |
|  | 23 июня 1988 г.   | 01 апреля 1993 г. | Ладислав Понятовски              | Союз за французскую демократию |

## Результаты выборов
Выборы депутатов Национального собрания 2012 г.:
|                | Кандидат          | Партия                        | Первый тур | Первый тур     | Второй тур | Второй тур |
| Кол-во голосов | Кандидат          | Партия                        | % голосов  | Кол-во голосов | % голосов  |            |
| -------------- | ----------------- | ----------------------------- | ---------- | -------------- | ---------- | ---------- |
|                | Эрве Морен        | Союз демократов и независимых | 18 725     | 38,40          | 25 166     | 53,17      |
|                | Мелани Мамери     | Социалистическая партия       | 12 326     | 25,28          | 22 164     | 46,83      |
|                | Надежда Стефан    | Национальный фронт            | 7 347      | 15,07          |            |            |
|                | Франсис Курель    | Прочие левые                  | 5 535      | 11,35          |            |            |
|                | Паскаль Дидш      | Левый фронт                   | 2 334      | 4,79           |            |            |
|                | Ребекка Армстронг | Европа Экология Зелёные       | 1 421      | 2,91           |            |            |
|                | Анни Брюнне       | Прочие правые                 | 528        | 1,08           |            |            |
| Прочие         | Прочие            | Прочие                        |            | менее 1 %      |            |            |

Выборы депутатов Национального собрания 2007 г.:
|                | Кандидат           | Партия                            | Первый тур | Первый тур |
| Кол-во голосов | Кандидат           | Партия                            | % голосов  |            |
| -------------- | ------------------ | --------------------------------- | ---------- | ---------- |
|                | Эрве Морен         | Новый центр                       | 24 235     | 50,05      |
|                | Франсис Курель     | Социалистическая партия           | 7 779      | 16,07      |
|                | Натали Занон       | Социалистическая партия           | 4 997      | 10,32      |
|                | Филипп Равьяр      | Демократическое движение          | 2 617      | 5,40       |
|                | Марк Ле Таннёр     | Национальный фронт                | 1 923      | 3,97       |
|                | Коринн Морен       | Коммунистическая партия           | 1 533      | 3,17       |
|                | ТЬерри Мартен      | Крайне левые                      | 1 245      | 2,57       |
|                | Кристиана Карвальо | Охота, рыбалка, природа, традиции | 1 207      | 2,49       |
|                | Режи Лувьон        | Партия зеленых                    | 920        | 1,90       |
|                | Кристель Пуарье    | Движение за Францию               | 560        | 1,16       |
|                | Филипп Пишон       | Крайне левые                      | 494        | 1,02       |
| Прочие         | Прочие             | Прочие                            |            | менее 1 %  |